# Kirchdorf am Inn (Austria)
Kirchdorf am Inn è un comune austriaco di 621 abitanti nel distretto di Ried im Innkreis, in Alta Austria.